# Mugești, Alba
Mugești este o localitate componentă a orașului Cugir din județul Alba, Transilvania, România.